# Dagmar Rabensteiner
Dagmar Rabensteiner (* 15. Juni 1963 in Innsbruck) ist eine ehemalige österreichische Langstreckenläuferin.
Als Grundschülerin lief sie täglich die sieben Kilometer lange Strecke von Sadrach, einem Innsbrucker Stadtteil, zu Fuß zur Schule in die Innenstadt. Als Gymnasiastin unternahm sie Klettertouren und Skitouren, und später mit ihrem Mann und ihrem kleinen Sohn mehrwöchige Reisen und Trekkingtouren durch Dschungelgebiete in Indonesien oder ins Hochland von Kaschmir bis zum Fuß des Mount Everest. Erst mit 27 Jahren begann sie mit dem Laufen.  
Mit 30 Jahren lief die promovierte Medizinerin ihren ersten Marathon in 3:28 h. Nachdem sie ihr Talent für diesen Sport erkannt hatte, verbesserte sie sich kontinuierlich und blieb 1997 als Sechste des Florenz-Marathons mit 2:55:19 h erstmals unter drei Stunden. 
Ein leistungssportliches Training führte zu weiteren Steigerungen. 1999 wurde sie Sechste beim Vienna City Marathon in 2:49:33 h und gewann den Graz-Marathon in 2:41:46 h. 2000 wurde sie als Gesamt-Sechste des Vienna City Marathons in 2:39:08 h Österreichische Marathonmeisterin, gewann den Halbmarathon-Bewerb des Wachau-Marathons und brach dann als Dritte des Amsterdam-Marathons mit 2:35:42 h den fast 17 Jahre alten nationalen Rekord von Carina Lilge-Leutner. Eine Woche später wurde sie in Salzburg österreichische Meisterin im Halbmarathon.
Ihren Rekord stellte sie als Dritte des Vienna City Marathons 2002 in 2:35:42 h auf die Sekunde genau ein und unterbot damit das Limit für den Marathon der Leichtathletik-Europameisterschaften in München, bei dem sie den 15. Platz belegte.
2003 lief sie als Zehnte des Berlin-Marathons mit 2:34:35 h ihren dritten Marathon-Landesrekord. Die Qualifikation für die Olympischen Spiele 2004 verfehlte sie dabei jedoch um 1:35 Minuten, und so zog sie sich nach diesem Rennen aus dem Hochleistungssport zurück. Sie läuft jedoch weiterhin bis zu 150 Kilometer pro Woche und erringt sportliche Erfolge wie den Sieg auf der Halbmarathonstrecke des Regensburg-Marathons 2004 oder den 14. Platz (den zweiten in der Altersklasse 40–49) beim Comrades Marathon 2005 über 89 km.
Dagmar Rabensteiner ist seit 1983 mit dem Juristen und Unternehmer Peter Rabensteiner verheiratet, mit dem sie einen im selben Jahr geborenen Sohn hat. Sie ist Fachärztin für Innere Medizin und Sportärztin, betreibt eine Praxis in Wien und war von 2004 bis 2008 offizielle Rennärztin beim Vienna City Marathon und beim Österreichischen Frauenlauf.

## Veröffentlichung
- mit Andreas Maier: Jetzt wird Laufen zum Erlebnis. Deuticke, Wien/Frankfurt 2002, ISBN 3-216-30634-8